# Cryptographis damalis
Cryptographis damalis là một loài bướm đêm trong họ Crambidae.